# 西升子
西 升子（にし ますこ、天保12年12月10日（1842年1月21日） - 大正10年（1921年）11月27日）は、啓蒙思想家、西周の夫人。歌人。

## 生涯
天保12年（1841年）12月10日、江戸に生まれる。父は伊勢国長島藩増山家や越後国糸魚川藩松平家に仕えた医師の石川有節、母は通子。幼名をみち、成長してつたといい、後に升とあらためた。兄の石川宗碩も医師で、宗碩の養子・一佐久の兄に藤巻太一がいる。
天保15年（1844年）に母通子が死去したため、江戸深川木場の酒商鈴木竹次郎の養女となるが、翌年鈴木家が没落したため、生家に戻った。嘉永7年（1854年）に戸田采女正家の御小姓見習いとなる。安政6年（1859年）3月、西周と結婚。周が幕府派遣留学生としてオランダに留学中、松平家の夫人に仕えた。周との間には子がなかったため、明治2年（1869年）2月、林洞海六男の紳六郎を養子に迎える。明治7年（1874年）には手塚律蔵（瀬脇寿人）の次女の好子を養子とする。兄求の次女定子も養子となった。
西周が病に倒れたのち、そろって明治25年（1892年）に大磯の別宅に移った。周には麻痺が生じ、言葉も不明瞭になったが、升子のみ、その意を解することができたという。明治30年（1897年）1月31日、西周と死別。大正10年（1921年）11月27日に大磯で死去。青山墓地に葬られた。

## 日記
御小姓見習いとなった際、周囲のすすめで日記をつけ始めた。それが「西升子日記」として残されている。国立国会図書館憲政資料室の西周関係文書のなかに、西升子の日記が含まれている。この日記は「升子日記 安政元年より慶応三年までの事」（西周関係文書117-1）と「升子日記 明治八年十一月までの事」（西周関係文書117-2）の2冊からなる。これらは日記原本ではなく、後年になって整理し清書した可能性が高い。また、西周日記の欠落部分を側面的に補う価値があるとされ、幕末明治期の数少ない女性の日記としても重要である。

## 歌人として
松平家の夫人に奉仕していたときから和歌を志し、明治になってから兄の相沢求、次いで佐々木弘綱に師事した。佐々木弘綱の長男佐佐木信綱が起こした短歌結社「竹柏会」に参加した。明治43年（1910年）4月、升子の古希記念として姪の山辺定子が歌集『磯菜集』を発行。これは佐々木信綱による選で、甥の相沢英二郎による小伝を含む。また、升子没後の大正11年（1922年）11月、山辺定子が編集した歌集『ももよぐさ』が発行される。短歌67首、今様歌33首のほか、佐々木信綱「ももよぐさの末に」、「西升子小伝」、山辺定子による「妻としての升子刀自」等を収録している。

## 著作
- 『磯菜集』西升子[著] ; 山邊定子編 民友社印刷部(印刷), 1910.4（https://ci.nii.ac.jp/ncid/BA31908704）
- 『ももよぐさ』西升子 [著], 山辺定子 [編]著. 山辺定子, 1922.11（全国書誌番号:000001822347、doi:10.11501/1907021）
- 「百世草抄（西升子）」『現代短歌大系 第1巻』河出書房, 1952, pp.256～257（全国書誌番号:000000965262、doi:10.11501/1344045）
- 「西升子「磯菜集」」『女人和歌大系 第5巻 (近代期前編)』長沢美津 編, 風間書房, 1978.6, pp.126～146（全国書誌番号:000001379221、doi:10.11501/1349732）